# 张万学
张万学，中华人民共和国政治人物、外交官。曾任中国驻马其顿大使。2007年，接替于振起，担任中华人民共和国驻保加利亚大使。2010年，由郭业洲接任。

## 荣誉
外国勋章奖章
- 二级塞尔维亚国旗勋章（塞尔维亚，2014年6月24日于贝尔格莱德总统府颁发[2][3]）
- 一级老山勋章（保加利亚，2010年7月30日于索菲亚总统府颁发[4]）